# Famicom Wars
Famicom Wars (ファミコンウォーズ Famikon Wōzu?) es un videojuego de guerra desarrollado por Nintendo R&D1 e Intelligent Systems y publicado por Nintendo para Famicom. Fue lanzado el 12 de agosto de 1988 en Japón. Posteriormente fue relanzado en la Consola Virtual. Es el primer juego de la serie Wars.

## Jugabilidad
Los jugadores toman el control de una de las dos naciones en guerra, Estrella Roja y Luna Azul, mientras buscan establecer un dominio por turnos entre sí. Después de seleccionar en qué etapa comenzar el juego y establecer qué jugador, si alguno, será controlado por una persona, el ejército de la Estrella Roja recibe el primer turno. El objetivo en cada etapa es capturar el cuartel general del enemigo o destruir todas las unidades enemigas restantes en un turno. Durante cada turno, el jugador recibe una cierta cantidad de fondos que puede utilizar para construir unidades en fábricas, puertos marítimos y aeropuertos bajo su mando; se obtienen fondos adicionales conquistando ciudades cercanas a su sede. Cada unidad tiene su propia especialidad y habilidades únicas, con diez unidades terrestres (incluidas dos unidades de soldados de infantería), cuatro unidades aéreas y dos unidades marítimas. Algunas unidades tienen mayor potencia de fuego que otras, mientras que otras brindan apoyo a los aliados. Sólo las unidades de soldados de infantería son capaces de conquistar ciudades, que luego pueden usarse para reparar o repostar unidades dañadas. Hay 15 mapas disponibles al comienzo del juego, con dos mapas finales secretos que dependen de la nación por la que lucha el jugador cuando juega contra la computadora.

## Desarrollo
El desarrollo de Famicom Wars comenzó cuando Intelligent Systems cambió su dirección de crear hardware a desarrollar juegos de simulación.

## Recepción y legado
En el lanzamiento, Famicom Tsūshin (ahora Famitsu) obtuvo para la versión de Famicom del juego un 33 sobre 40. La edición de 1989 "All Soft Catalog" de Famicom Tsūshin incluyó "Famicom Wars" en su lista de la mejores juegos de todos los tiempos, dándole el Mejor Simulación y Mejor Comercial Premios Juego del Año.
A la Famicom Wars original le siguió una serie de secuelas que también se lanzaron sólo en Japón, que incluyen Game Boy Wars en 1990 y Super Famicom Wars en 1998, ambos desarrollados por Intelligent Systems y Nintendo, a diferencia de una subserie de secuelas del Game Boy Wars original, que fue desarrollado y publicado por Hudson Soft. La serie finalmente hizo su debut internacional con Advance Wars, lanzado para Game Boy Advance en 2001. Los mapas de Famicom Wars y Super Famicom Wars se incluyeron más tarde en Advance Wars y sus secuelas.
Un grupo de seis soldados del juego aparece en el juego de Wii Captain Rainbow. Los soldados aspiran a ganar la medalla de oro de voleibol.